# Anjangaon
Anjangaon é uma cidade e um município no distrito de Amravati, no estado indiano de Maharashtra.

## Geografia
Anjangaon está localizada a 18° 05′ N, 75° 36′ L. Tem uma altitude média de 475 metros (1558 pés).

## Demografia
Segundo o censo de 2001, Anjangaon tinha uma população de 51,163 habitantes. Os indivíduos do sexo masculino constituem 52% da população e os do sexo feminino 48%. Anjangaon tem uma taxa de literacia de 73%, superior à média nacional de 59.5%; com 54% para o sexo masculino e 46% para o sexo feminino. 15% da população está abaixo dos 6 anos de idade.